# Сарыкамыс (Павлодарская область)
Сарыкамыс (каз. Сарықамыс) — село в Павлодарской области Казахстана. Находится в подчинении городской администрации Экибастуза. Расположено в 70 км к северу от Экибастуза и в 124 км к западу от Павлодара. Административный центр Сарыкамысского сельского округа. Код КАТО — 552251100.

## История
Село до 1972 года входило в состав Ермаковского района. Сарыкамыс был центральной усадьбой бывшего овцеводческого совхоза «Сарыкамысский» («Саргамышский»), образованного в 1961 году на базе части земель совхоза имени Куйбышева Ермаковского района и госземфонда.

## Население
В 1985 году в селе проживало 1317 человек. В 1999 году население села составляло 461 человек (229 мужчин и 232 женщины). По данным переписи 2009 года, в селе проживало 348 человек (196 мужчин и 152 женщины).